# Monika Waidacher
Monika Waidacher (* 9. Juli 1990 in Chur) ist eine ehemalige Schweizer Eishockeyspielerin aus Arosa, die hauptsächlich bei den ZSC Lions Frauen in der Schweizer Liga und für das College of St. Scholastica (CSS) in den Vereinigten Staaten spielte.

## Leben und Karriere
Monika Waidacher ist das älteste von acht Kindern einer mit dem Eishockey eng verbundenen Familie. Schon ihr Grossvater Ludwig Waidacher senior spielte in den 1940er- und 1950er-Jahren als Verteidiger für den EHC Arosa, mit dem er fünfmal in Folge Schweizermeister wurde. Auch ihr Vater Ludwig Waidacher junior errang mit dem EHC Arosa 1980 einen Meistertitel, bevor er auf die Saison 1981/82 studienhalber zum Zürcher SC wechselte.
Wie ihre sieben jüngeren Geschwister spielte Monika Waidacher nicht nur Eishockey, sie ist auch eine talentierte Skifahrerin. So fuhr sie zuerst Skirennen, bevor sie den Wunsch äusserte, auf die Karte Eishockey zu setzen. Es war ein Novum in Arosa, dass ein Mädchen das Hockeyspiel ernsthaft betreiben wollte. Da der EHC Arosa über keine Frauenmannschaft verfügte, spielte sie kurzerhand bei ihren männlichen Schulkollegen mit. Weil sie in diesem Umfeld rasch Fortschritte erzielte, wurde sie schon bald in ein Schweizer Nachwuchs-Nationalkader berufen. Dieser Erfolg wirkte sich auch auf ihre Geschwister – und insbesondere die beiden Schwestern – aus, die nun ebenfalls erfolgreich Eishockey zu spielen begannen. 2008 spielte sie mit ihrer Schwester Nina an der U18-Frauen-Weltmeisterschaft in Calgary. Im gleichen Jahr bekam sie den Bündner Eishockeypreis verliehen.
Nach der obligatorischen Schulzeit absolvierte Waidacher eine kaufmännische Lehre in Arosa und machte in Chur die Berufsmatura. Um sportlich weiter Fortschritte zu erzielen, spielte sie in der Folge für die ZSC Lions Frauen. Ab 2009 war sie Mitglied der Schweizer Nationalmannschaft der Frauen und wurde für die Olympischen Winterspiele 2010 in Vancouver selektioniert, wo sie als Ersatzspielerin jedoch nicht zum Einsatz kam und frühzeitig die Heimreise antrat. Von 2010 bis 2014 spielte Monika Waidacher für das Team College of St. Scholastica (CSS) in Duluth, wo sie 2012 zusammen mit ihrer Schwester Nina ins All-Star-Team der Northern Collegiate Hockey Association (NCHA) berufen wurde. In den Jahren 2009, 2011, 2012, 2013, 2015, 2016 und 2017 vertrat sie die Schweiz bei der Eishockey-Weltmeisterschaft der Frauen, wo sie 2012 den dritten Platz erreichte. 2016,  2017 und 2018 gewann sie mit den ZSC Lions Frauen den Schweizer Meistertitel, wie auch den Swiss Women's Hockey Cup im Schweizer Fraueneishockey in den Jahren 2016, 2018 und 2019.
Mitte Juni 2021 trat Monika Waidacher gemeinsam mit ihren Schwestern Nina und Isabel vom aktiven Eishockeysport zurück. Monika Waidacher spielte während acht Saisons für die ZSC Lions und erreichte dabei drei nationale Meistertitel. Zusammen standen die drei Waidacher-Schwestern in 547 Meisterschaftsspielen für die Zürcherinnen auf dem Eis und erzielten dabei 327 Tore und 425 Assists.

## Varia
Die vier Jahre jüngere Schwester Isabel spielte in der Saison 2013/14 ebenfalls für das College of St. Scholastica. Der älteste Bruder Thomas Waidacher (* 1996) stand zeitweilig im Kader der U-17-Nationalmannschaft.
Monika Waidacher gehört mit ihrem Grossvater und Vater sowie den Schwestern Nina und Isabel zu den wenigen Familienmitgliedern des Eishockeysports, die in drei aufeinanderfolgenden Generationen mindestens einen nationalen Meistertitel erreichen konnten.

## Erfolge und Auszeichnungen

### National
- 2008 Bündner Eishockeypreis
- 2012 Nomination zur Wahl des Bündner Sportlers des Jahres
- 2012 Mitglied des Allstar-Teams der Northern Collegiate Hockey Association (NCHA)
- 2016 Schweizer Meister mit den ZSC Lions Frauen[18]
- 2017 Schweizer Meister mit den ZSC Lions[19]
- 2018 Schweizer Meister mit den ZSC Lions

### International
- 2012 Bronzemedaille bei der Weltmeisterschaft